# Josef Schnell (Gewichtheber)
Josef Schnell (* 2. Februar 1934; † 26. September 2010) war ein deutscher Unternehmer, sowie Gewichtheber und Trainer.

## Werdegang
Josef Schnell aus dem oberbayerischen Schrobenhausen erlernte nach der Schulzeit das Schreinerhandwerk. Der große, schlank gewachsene Jugendliche, in dem man eher einen Leichtathleten erwarten konnte, entschied sich für das Gewichtheben als Sportart, die er betreiben wollte. 1951 wurde er zweiter Sieger bei den deutschen Jugendmeisterschaften und 1952 deutscher Jugendmeister. Auch bei den Aktiven fand er schnell den Anschluss an die deutsche Spitzenklasse. Bereits 1954 errang er seinen ersten deutschen Meistertitel im Mittelschwergewicht (bis 90 kg Körpergewicht). In Schrobenhausen bildete sich um ihn eine hervorragende Gewichtheber-Mannschaft, die 1959 den deutschen Mannschaftsmeistertitel gewann. Bei den in München stattgefundenen Welt- und Europameisterschaften belegte Josef Schnell 1955 im Mittelschwergewicht den 7. Platz, in der Europameisterschaftswertung sogar den 4. Platz. Josef Schnell konnte in den folgenden Jahren die in ihn gesetzten hohen Erwartungen als Gewichtheber nicht mehr erfüllen. Zu schwankend waren seine Leistungen. Als persönliche Bestleistung erzielte er 1959 420 kg (135-125-160) im olympischen Dreikampf.
Schon während seiner Gewichtheber-Laufbahn begann Josef Schnell mit dem Aufbau einer eigenen Firma in Peutenhausen bei Schrobenhausen. Er entwickelte und produzierte Sport- und Trainingsgeräte und erwarb dafür eine Vielzahl von Patenten. Das Wissen dazu hatte sich Josef Schnell im Eigenstudium angeeignet. Inzwischen wird das Unternehmen, die Schnell Trainingsgeräte GmbH, von seiner Frau und seinen Söhnen weitergeführt.
Auch als Trainer von Gewichthebern machte sich Josef Schnell einen Namen. Auch auf diesem Gebiet hatte er sich im Selbststudium außerordentliche Kenntnisse erworben. Einer der Nutznießer davon war der junge Rudolf Mang aus Bellenberg, den Schnell in die Weltspitze führte. Werner Kucera aus Landshut machte Schnell zum Weltrekordler im Drücken.
Bis zu seinem Tod nahm Josef Schnell regen Anteil an seiner Firma und dem Sport. Er starb im Alter von 76 Jahren am 26. September 2010.

## Erfolge
(WM = Weltmeisterschaft, EM = Europameisterschaft, Ms = Mittelschwergewicht)
- 1955, 7. Platz (4. Platz), WM + EM in München, Ms, mit 385 kg;
- 1956, 14. Platz, EM in Helsinki, Ms, mit 362,5 kg

### Länderkämpfe
- 1954, Deutschland – Österreich, Ms, 360 kg – Wilhelm Flenner, 360 kg,
- 1954, Deutschland – Schweden, Ms, 357,5 kg – Jeppsson, 365 kg,
- 1955, Deutschland – Frankreich, Ms, 365 kg – Jean Debuf, 410 kg,
- 1956, Deutschland – Finnland, Ms, 382,5 g – Kinanen, 375 kg

### Deutsche Meisterschaften
- 1953, 7. Platz, Ls, mit 312,5 kg;
- 1954, 1. Platz, Ms, mit 362,5 kg, vor Herbert Kolle, Kassel, 337,5 kg und Edgar Zinnt, Stralsund, 330 kg;
- 1955, 1. Platz, Ms, mit 372,5 kg, vor Günter Franke, Mengede, 365 kg und Erwin Tratz, Nürnberg, 360 kg;
- 1956, 1. Platz, Ms, mit 385 kg, vor Tratz, 375 kg und Franke, 367,5 kg;
- 1958, 2. Platz, Ms, mit 367,5 kg, hinter Norbert Fehr, Mutterstadt, 370 kg